# Narsipatnam
Narsipatnam is een census town in het district Anakapalli van de Indiase staat Andhra Pradesh. 

## Demografie
Volgens de Indiase volkstelling van 2001 wonen er 32483 mensen in Narsipatnam, waarvan 49% mannelijk en 51% vrouwelijk is. De plaats heeft een alfabetiseringsgraad van 66%. 